# Солодча (Иловлинский район)
Солодча — пристанционный посёлок (официально — железнодорожная станция) в Иловлинском районе Волгоградской области, в составе Александровского сельского поселения. Население — 24 чел. (2010)

## География
Посёлок расположен примерно в 2 км восточнее села Александровка.

## История
Основан как посёлок железнодорожных рабочих, обслуживавших станцию Солодча на линии Саратов I — Иловля II Волгоградского отделения Приволжской железной дороги. Линия Саратов I — Иловля II (также известная как Волжская рокада) построена в прифронтовых условиях в 1942 году. Станция названа по расположенному в 8 км (по прямой) к северо-западу селу Солодча.
На момент основания населённый пункт относился к Солодчинскому району Сталинградской области (с 1961 года — Волгоградской области). В 1963 году Солодчинский район был упразднён, посёлок включен в состав Фроловского района. В 1965 году передан Иловлинскому району.

## Население
Динамика численности населения
| 1987 | 2002 |
| ---- | ---- |
| ≈30  | 47   |

| 2010 |
| ---- |
| 24   |

## Инфраструктура
Населённый пункт обслуживает почтовое отделение 403075, расположенное в селе Александровка

## Транспорт
Железнодорожный и автомобильный транспорт.